# Oldiestar
Oldiestar (vormals: OldieStar Radio; eigene Schreibweise: oldiestar*) war ein lokaler Hörfunksender, der im Nordosten Berlins und Brandenburgs über UKW und in Teilen Berlins und Brandenburgs auf digitaler Mittelwelle zu empfangen ist.
Der Sender wurde im Oktober 2004 von der Medienanstalt Berlin-Brandenburg (MABB) lizenziert. Das Radioprogramm bot deutsche und internationale Oldies der 1960er bis 1980er Jahre und brachte regionale Informationen aus der Region. Geschäftsführer ist Oliver Dunk. Im Juli 2011 wurde Oldiestar durch Radio B2 abgelöst und bis Ende Dezember 2012 nur mehr als Webradio verbreitet. Als Nachfolger des Webradiosenders und zusätzlich über DAB läuft seit Januar 2013 Radio Gold.

## Programm
Gestartet wurde OldieStar Radio mit dem Claim „Schöne Zeiten – große Hits“ mit einer Musikmischung aus internationalen Hits der 1960er, 1970er und 1980er Jahre. Anfang 2007 wurde der Claim auf „Der beste Mix aus 60ern, 70ern und 80ern!“ geändert, es wurden vermehrt auch deutschsprachige Oldies ins Programm aufgenommen. Im Dezember 2007 wurde der Anteil der deutschsprachigen Titel im Programm, nach Senderangaben, auf 50 Prozent angehoben.
Seit dem 1. Juli 2008 sendete Odiestar mit dem Claim „Die schönsten Schlager, die besten Hits für Brandenburg und Berlin“ und unterstrich damit die musikalische Ausrichtung auf die deutsche Musik im Programm, zudem wurde der Name Oldie Star Radio in Oldiestar* geändert.
Redaktionell lag der Schwerpunkt auf regionalen Informationen aus Brandenburg und Berlin.
Feste Bestandteile im Programm von Oldiestar waren u. a. die Rubrik „Dr. Rock“, in der Volkmar Kramarz als Musikexperte, geschichtliche Hintergründe zu Musikern, Bands, Titeln, Instrumenten und der allgemeinen Entwicklung der Pop- und Rockmusik erklärte.
Im Zuge der weiteren Entwicklung von Oldiestar wurden zunehmend auch Themen- und Spezialsendungen im Programm etabliert. Hierzu gab es die Themensendung „Chefsache – Macher im Gespräch mit Oliver Dunk“, in der Senderchef Dunk Gäste aus dem gesellschaftlichen Leben empfing. Weitere Spezialsendungen waren u. a. die tägliche Kultursendung „Da capo – Kultur und mehr“, der „ServiceClub Gesundheit“, die Themensendung „Mein Haus“ mit Informationen und Tipps für Häuslebauer, oder aber die Unterhaltungssendungen „Saturday Night Club“ und die „MusikBox“ für Hörermusikwünsche.
Nach einem Relaunch am 27. Juli 2011 wurde OldieStar zu einem journalistischen Magazinprogramm mit tagesaktuellen Reportagen, Beiträgen und Interviews umformatiert und startete als radio B2 neu.

## Moderatoren
Moderatoren des Senders waren Gerd Thomas Härtl, Holger Wolgast, Henrik Düster, Dieter Endres, Heiko Groneberg, Caroline Amme, Gerit Zienicke, Felix Becker, Benjamin Gollme, Helmut Orzechowski, Conny Ferrin, Koen Verleyen, Iris Paech. Stationvoices waren Bodo Venten und Susa Jasperbrinkmann.

## Empfang
Das Programm wurde in Nordbrandenburg und Teilen Berlins auf den UKW-Frequenzen 96,7 und 104,9 MHz ausgestrahlt. Außerdem war die Station über DAB zu empfangen. Auf der Frequenz 1485 kHz wurde zudem ein DRM-Testsender im Raum Berlin betrieben. Die Übertragung über die analoge Mittelwelle 603 kHz wurde im Januar 2011 eingestellt.
Die DRM-Versuchssendungen über den Senderstandort Burg (Sachsen-Anhalt) wurden 2009 eingestellt und am 4. Januar 2010 stellte Oldiestar die Verbreitung über Astra und DVB-T ein.